# اکباک، دیدیم
اکباک، دیدیم (به لاتین: Akbük, Didim) یک منطقهٔ مسکونی در ترکیه است.

## خصوصیات
اکباک ۹٬۰۰۰ نفر جمعیت دارد.